# Фабро
Фабро (итал. Fabro) је насеље у Италији у округу Терни, региону Умбрија.
Према процени из 2011. у насељу је живело 1028 становника. Насеље се налази на надморској висини од 262 м.

## Становништво
Према резултатима пописа становништва 2011. у општини је живело 2.906 становника.
| 1936. | 1951. | 1961. | 1971. | 1981. | 1991. | 2001. | 2011. |
| ----- | ----- | ----- | ----- | ----- | ----- | ----- | ----- |
| 2.794 | 2.787 | 2.691 | 2.500 | 2.744 | 2.807 | 2.699 | 2.906 |